# Juan Manuel Bellón López
Juan Manuel Bellón López, (València, 8 de maig de 1950), és un jugador d'escacs valencià, que té el títol de Gran Mestre des de 1978. Va ser un dels millors jugadors de l'estat espanyol durant les dècades dels 1970 i 1980, en què assolí ser cinc cops Campió d'Espanya absolut, i dos cops subcampió. Està casat amb la GM sueca Pia Cramling, campiona femenina d'Europa de 2010. Amb ella, hi ha tingut una filla: Anna Cramling.
A la llista d'Elo de la FIDE del desembre de 2021, hi tenia un Elo de 2322 punts, cosa que en feia el jugador número 71 (en actiu) de Suècia, ja que actualment representa aquella Federació. El seu màxim Elo va ser de 2510 punts, a la llista de juliol de 1991 (posició 200 al rànquing mundial).

## Resultats destacats en competició
Bellón ha guanyat en cinc ocasions el Campionat d'Espanya, els anys 1969 (per davant d'Artur Pomar), 1971 (per davant de Jesús Díez del Corral), 1974 (per davant d'Àngel Martín), 1977 (per davant de José Luis Fernández García) i 1982 (per davant de Francisco Javier Sanz Alonso), i en fou subcampió els anys 1976 i 1989. També ha estat campió d'Espanya juvenil els anys 1968 i 1969, i és l'únic escaquista espanyol de la història que ha estat campió juvenil i absolut en el mateix any (1969).
Va guanyar el Campionat d'Espanya de veterans els anys 2007 i 2008, ambdós celebrats a Calvià, Mallorca. L'octubre de 2007 guanyà l'obert de Calvià de veterans.